# Havre, Montana
Havre är en stad i Hill County i delstaten Montana, USA med 9 310 invånare (2010). Den har enligt United States Census Bureau en area på 8,5 km². Havre är administrativ huvudort (county seat) i Hill County. 